# Nicole Stott
Pour les articles homonymes, voir Stott.
Nicole Marie Passonno Stott (née le 19 novembre 1962 à Albany) est une astronaute américaine.

## Biographie

### Formation et premier emploi
Nicole Stott est née à Albany dans l'État de New York et réside à Clearwater, en Floride. Elle a étudié au collège de St. Petersburg et a obtenu un diplôme à l'université aérospatiale Embry-Riddle en 1987, ainsi qu'un diplôme de gestion en ingénierie à l'université du Centre de la Floride en 1992. Nicole Stott commence sa carrière en 1987 comme ingénieur structure chez le constructeur de moteurs d'avions Pratt & Whitney à West Palm Beach  en Floride. Elle travaille dans la division des moteurs expérimentaux en réalisant des analyses structurelles sur les composants.

### Ingénieur à la NASA (1988-2000)
En 1988, Nicole Stott est recrutée par le Centre spatial Kennedy (KSC) de la NASA en Floride en tant qu'ingénieur d'exploitation dans l'un des trois centres de maintenance des navettes spatiales américaines (en). Six mois plus tard elle est rattachée directement au responsable de la maintenance des navettes pour réaliser avec une autre personne une évaluation de l'efficacité du processus de maintenance des navettes et mettre au point des outils permettant de mesurer les progrès effectués dans ce domaine. Elle est nommée par la suite responsable au KSC du développement d'outils intelligents de planification développés conjointement par le centre de recherche Ames de la NASA et le KSC. Le système de planification du traitement au sol (GPSS)  développé en tant que démonstrateur technologique pour ce projet est une réussite et sera repris par la suite dans la suite PeopleSoft.
Nicole Stott occupe par la suite différents postes au sein du centre de maintenance des navettes spatiales dont celui d'ingénieur d'exploitation véhicule, de commandant de convoi, responsable de processus de la navette Endeavour et ingénieur projet orbiteur de la navette Columbia. Au cours de ses deux dernières années au KSC, elle est membre du service d'intégration du matériel de la Station spatiale internationale puis déménage à Huntington Beach, en Californie, où elle occupe le poste de chef de projet de la NASA de la poutre de la station spatiale alors en construction dans un établissement de Boeing. En 1998, elle rejoint le Centre spatial Johnson (JSC) à Houston, au Texas, en tant que membre de la Division des opérations aériennes de la NASA, où elle occupe le poste d'ingénieur en simulateur de vol (FSE) sur l'avion d'entraînement utilisé pour les simulations d'atterrissage de la navette (en) (STA).

### Astronaute (2000-)
Nicole Stott est sélectionnée en tant que spécialiste de mission par la NASA en juillet 2000 et devient candidat astronaute à l'entrainement en août 2000. Après deux années de formation et d'évaluation, elle est affectée à des postes techniques dans la branche des opérations de la station spatiale au bureau des astronautes ; elle y effectue des évaluations de charges utiles de la station pour le compte des astronautes. Elle travaille également comme support et CAPCOM de l'équipage de l'expédition 10. En avril 2006, elle participe à la mission NEEMO 9 au cours de laquelle elle vit et travaille avec un équipage de six personnes pendant 18 jours dans l'habitat sous-marin de recherche Aquarius. Stott est affectée aux expéditions 20 et 21. Elle rejoint la Station spatiale internationale le 28 aout 2009 en tant que membre d'équipage de la mission STS-128, et participe à la première sortie extravéhiculaire de cette mission. Elle retourne sur Terre le 29 novembre 2009 avec l'équipage de la mission STS-129, devenant ainsi la dernière membre d'équipage de l'équipage permanent de la station spatiale à revenir sur Terre en utilisant la navette spatiale. Avec STS-133 (24 février - 9 mars 2011), Stott effectue une deuxième mission en tant que spécialiste  à bord de la navette spatiale Discovery. Il s'agit alors de l'avant-dernier vol d'une navette.

Stott en mission dans l'espace
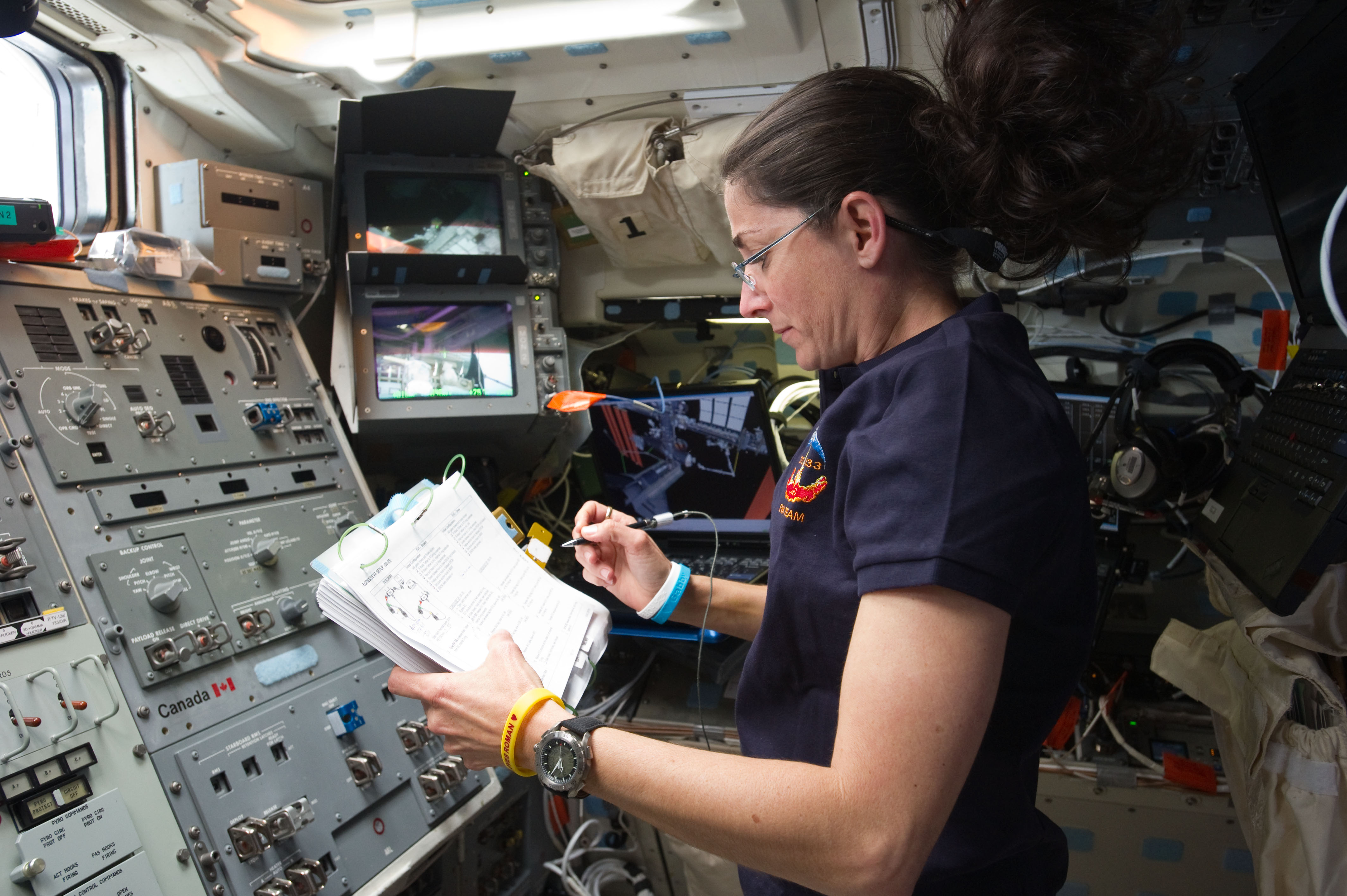
Sur le pont de vol de la navette spatiale durant la mission STS-133.
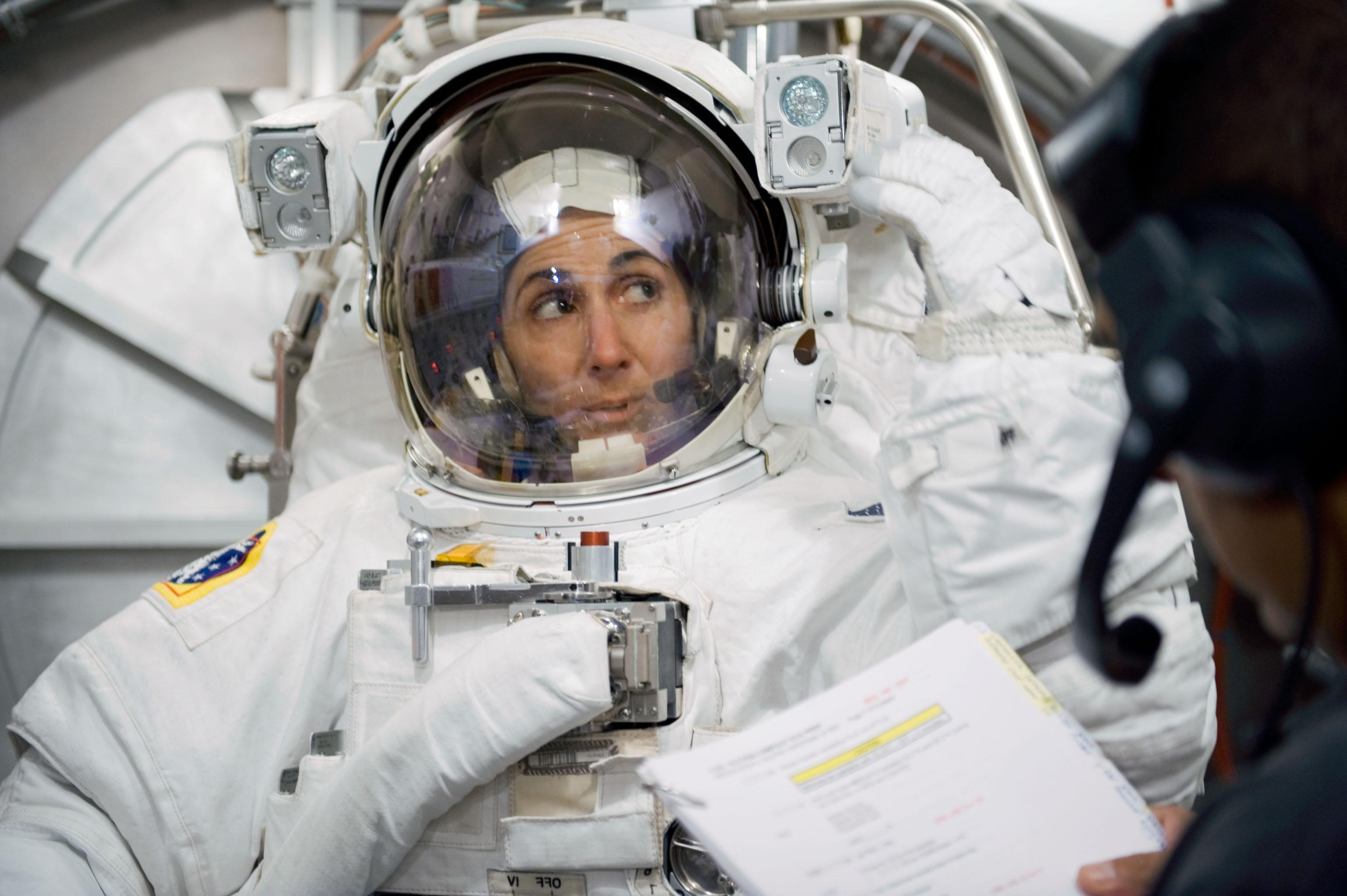
Avant la sortie extra véhiculaire en 2009.
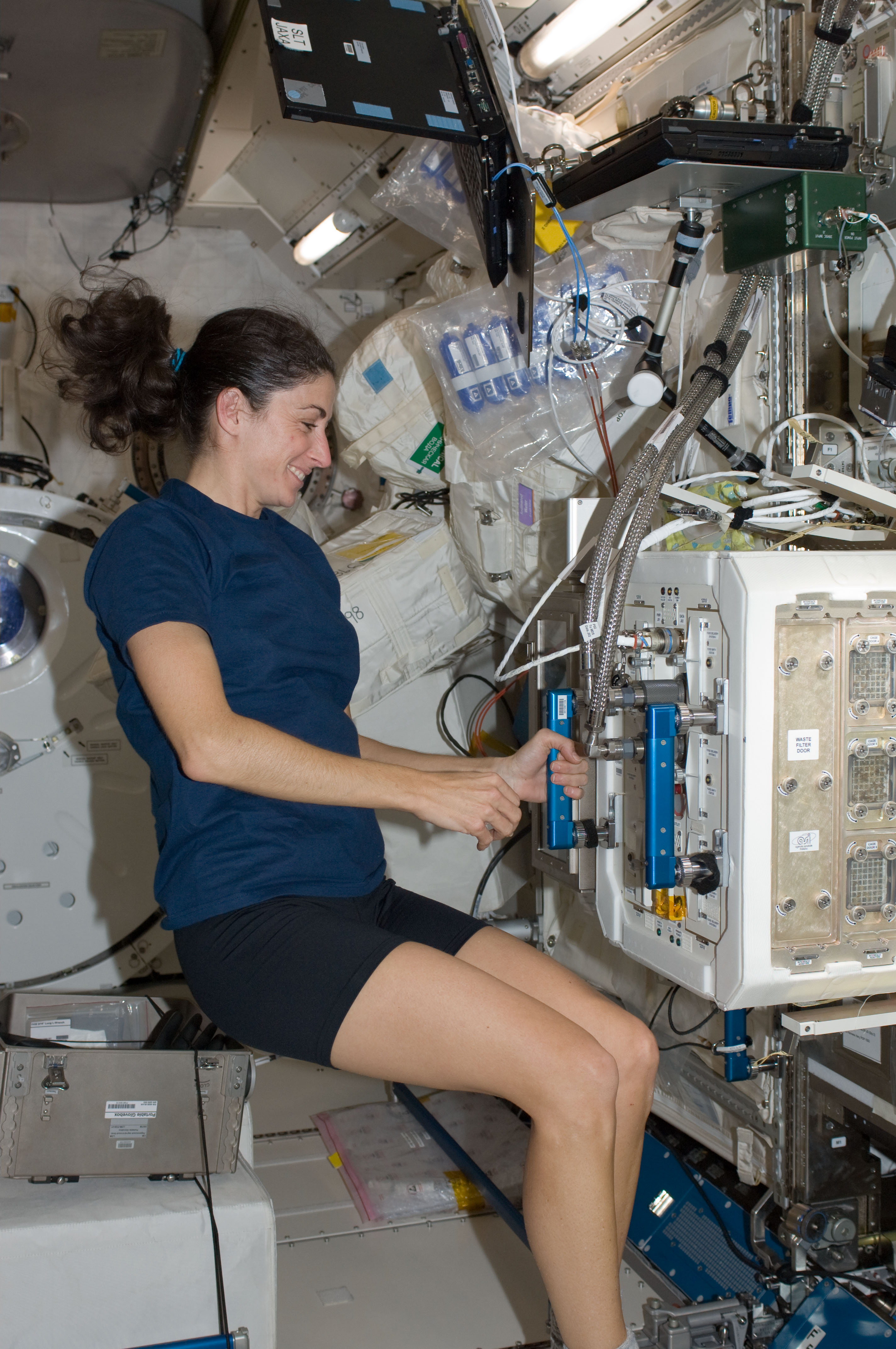
Dans le laboratoire japonais Kibo de la station spatiale.